# Don't Wanna Go Home
"Don't Wanna Go Home" é uma canção do artista musical estadunidense Jason Derulo, lançada como o primeiro single do seu segundo álbum Future History (2011). Escrita por Derülo, Chaz Mishan, David Delazyn, William Ataway, Irving Burgie, Allen George e Fred McFarlane, a música foi lançada em 20 de maio de 2011 pelas gravadoras Beluga Heights e Warner Bros.. A obra foi produzida por The Fliptones, Tim Roberts e Heather Jeanette. Segundo Jason, "Don't Wanna Go Home" é uma composição sobre se sentir bem escrita com a finalidade de trazer um escape aos problemas, dores e perturbações pessoais do ouvinte. Musicalmente, "Don't Wanna Go Home" é uma canção electropop e dance-pop de andamento acelerado e possui e uma demonstração do single de 1993 da cantora Robin S., "Show Me Love" e uma passagem de texto do single de 1956 do cantor Harry Belafonte, "Day-O (The Banana Boat Song)". Liricamente, a canção possui Derülo numa boate onde ele está se divertindo e não quer ir embora. A obra recebeu críticas mistas; alguns críticos apreciaram sua produção e sua letra, enquanto outros observaram sua falta de originalidade.
Nos Estados Unidos, "Don't Wanna Go Home" teve pico na 14ª posição na tabela Billboard Hot 100 e na quarta na parada Hot Dance Club Songs. Também obteve as dez melhores posições na Austrália, Áustria, Canadá, Hungria e Irlanda, e as vinte melhores na Dinamarca, Alemanha, Países Baixos, Nova Zelândia, Eslováquia e na Suíça. No Reino Unido, estreou na UK Singles Chart, se tornando o segundo single consecutivo a alcançar a posição no país, antecedido por "In My Head" (2010). O vídeo acompanhante foi dirigido por Rich Lee, e possui Derülo em várias sequências de dança em um depósito industrial, também com uma breve aparição da cantora e modelo Melody Thornton. Jason apresentou "Don't Wanna Go Home" ao vivo no America's Got Talent e no Teen Choice Awards de 2011.

## Antecedentes e composição
"Don't Wanna Go Home" foi escrita por Jason Derülo, Chaz Mishan, David Delazyn, William Attaway, Irving Burgie, Allen George e Fred McFarlane. A produção foi manuseada por The Fliptones, com produção adicional de Tim Roberts e Heather Jeanette. Foi gravada no estúdio de gravação Serenity West em Los Angeles, Califórnia e foi mixada por Serban Ghenea no Mixstar Studios na Virginia Beach, da Virgínia. Em 3 de maio de 2011, uma demonstração de 34 segundos foi postada online e sua capa também foi revelada. O single foi enviado para as rádios contemporâneas dos Estados Unidos em 10 de maio, e a canção foi lançada para download digital em 20 de maio seguinte. Em uma entrevista com Jocelyn Vena para o MTV News, Derülo explicou, "Eu queria escrever uma música para que as pessoas pudessem escapar de seus problemas, dores e perturbações, e por compôr uma canção, estou fazendo isso automaticamente. Você não tem que escrever uma música sobre salvar o mundo só para fazer isso."
"Don't Wanna Go Home" é uma canção electropop e dance-pop de andamento acelerado. A música faz uso de uma batida euro disco e vocais com o efeito do processador de áudio Auto-Tune. O gancho possui a letra, "Day-o, eu digo day-o / a luz do dia chega e não queremos ir para casa". Meena Rupani do DesiHits notou que a obra usa versos emprestados de Lil Wayne, enquanto Shahryar Rizvi do Dallas Observer notou que o pré-refrão "da janela / até a parede" faz parte do single do rapper Lil Jon, "Get Low" (2003). De acordo com Nadine Cheung da AOL Music, "Don't Wanna Go Home" trata de "uma noite épica na qual [Derülo] está se divertindo e curtindo. Ele está festejando 'até amanhecer e ele não quer ir embora'". Uma demonstração de "Show Me Love" da cantora Robin S. é tocada durante a canção, enquanto o refrão é particularmente construído da letra de "Day-O (The Banana Boat Song)", do cantor Harry Belafonte. Numa entrevista com a MTV do Reino Unido, Derülo disse que a razão de usar o sample de "Show Me Love" foi porque ele "se apaixonou por aquela batida" e queria "brincar com ela no estúdio". Ele também disse que "já ouviu a música várias vezes na boate e se apaixonou por ela, como várias outras pessoas também".

## Recepção pela crítica
"Don't Wanna Go Home" recebeu resenhas mistas dos críticos musicais. Bill Lamb do About.com classificou a música com quatro estrelas de cinco, apreciando o seu "humor festivo atraente" e a "performance energética" do vocal de Derülo. Ele também prosseguiu dizendo que "Jason Derülo não deve ter problemas em ter de volta seu lugar nas playlists de rádios pop e colocar o som da Beluga Heights de volta ao holofote". Scott Shelter do Pop Crush escreveu que, "Apesar da falta de originalidade, a batida é irresistível, e sua letra sobre ficar fora de casa a noite inteira tende a entrar em ressonância com os festeiros do verão", e concluiu dizendo que ela é "uma música que alcança o objetivo, mesmo com seus defeitos". Um escritor para a revista Beatweek apreciou a ação do cantor ao usar a demonstração de "Day-O" no refrão, escrevendo que "'Don't Wanna Go Home' é atualmente a prova de que Jason pode escrever uma canção em qualquer gênero, usando qualquer tipo de demonstração, e torná-la um sucesso". Robbie Daw do Idolator disse que, "Em comparação com as antigas medíocres ofertas de Derülo, esse single parece ter um tipo de 'fogo'", cortesia das demonstrações presentes. Contudo, Daw concluiu escrevendo que "se o cantor quer arquivar algum tipo de credibilidade no mundo da música pop, é melhor ele estabilizar seu próprio som logo." Meena Rupani do DesiHits sentiu que o artista "devia pensar mais antes de pegar letras dos outros". Shahryar Rizvi do Dallas Observer chamou Jason de "usador de demonstrações nojento". No Teen Choice Awards de 2011, "Don't Wanna Go Home" foi indicada para o prêmio Choice R&B/Hip Hop Track.

## Vídeo musical
O vídeo musical acompanhante para "Don't Wanna Go Home" foi dirigido por Rich Lee e filmado em meados de maio de 2011. Durante as filmagens do vídeo, Derülo conversou com a MTV News sobre o conceito do vídeo, dizendo, "Basicamente, [não é] sobre ir para a boate, [é sobre] nunca sair de lá. [O vídeo possui] essas criaturas que não conseguem ter o suficiente dessa festa. Mas não é uma boate — é um depósito e nós vivemos nele." Em 23 de maio de 2011, um teaser de 30 segundos da gravação audiovisual foi postado na internet, mostrando o artista dançando com a membra do Pussycat Dolls, Melody Thornton. O teledisco foi lançado em 25 de maio de 2011 na MTV.
O vídeo abre com um depósito industrial, onde está Derülo em um sofá com suas amigas desmaiadas do seu lado. Enquanto ele canta uma parte do refrão, ele se lembra da noite anterior. A cena seguinte muda para Thornton, que ainda está acordada do outro lado do depósito, coberta de fumaça. O artista então se levanta e vai em direção a ela enquanto faz passos de dança. Durante o refrão, os dois começam a fazer danças sexuais juntos e eventualmente, todos acordam. Jason então pode ser visto fazendo várias rotinas coreografadas com dançarinos de fundo, enquanto a multidão em torno deles seguram lanternas. Na última cena, um rociador de incêndios dispara no depósito, e Derülo continua dançando. No fim da gravação, a multidão termina dançando com outros enquanto o artista musical dança com uma mulher. Um escritor para a MTV News comentou que o teledisco poderia facilmente ter estrelado Kesha, Jennifer Lopez ou Britney Spears, e o descreveu como "lustruoso e divertido".

## Apresentações ao vivo
Em 3 de agosto de 2011, Derülo apresentou um medley de "Don't Wanna Go Home" e "It Girl" no America's Got Talent, usando uma camiseta branca e uma jeans preta. Ele também apresentou a música no Teen Choice Awards de 2011 em 7 de agosto com um grupo de dançarinos. Para a performance, o cantor usou uma jaqueta preta de couro, camiseta, um jeans justo e luvas pretas também de couro. Em 29 de setembro, Jason fez uma aparição como convidado especial no Live with Regis and Kelly para cantar "Don't Wanna Go Home" e "It Girl". Durante uma turnê promocional na Austrália, ele apresentou a composição no shopping center Westfield Parramatta, em Parramatta, New South Wales, no dia 16 de outubro. Ele também apresentou um medley de "Don't Wanna Go Home" e "It Girl" no The X Factor australiano a 18 de outubro.

## Faixas e versões
"Don't Wanna Go Home" foi lançada como single para download digital. Também foi distribuído um extended play (EP) com remixes da faixa.
| Download digital |                       | |         |  |
| N.º              | Título                | Compositor(es)                                                                                              | Duração |  |
| 1.               | "Don't Wanna Go Home" | Jason Desrouleaux, Chaz Mishan, David Delazyn, William Attaway, Irving Burgie, Allen George, Fred McFarlane | 3:25    |  |

| Extended play digital do Reino Unido |                                                |         |  |
| N.º                                  | Título                                         | Duração |  |
| 1.                                   | "Don't Wanna Go Home"                          | 3:25    |  |
| 2.                                   | "Don't Wanna Go Home" (Club Junkies Club Mix)  | 7:07    |  |
| 3.                                   | "Don't Wanna Go Home" (Club Junkies Radio Mix) | 3:42    |  |
| 4.                                   | "Don't Wanna Go Home" (7th Heaven Club Mix)    | 7:54    |  |
| 5.                                   | "Don't Wanna Go Home" (7th Heaven Radio Edit)  | 4:04    |  |

## Desempenho nas tabelas musicais
Durante a semana de 28 de maio de 2011, "Don't Wanna Go Home" estreou na posição de número #39 na tabela estadunidense Pop Songs, e teve pico na décima posição em 16 de julho seguinte. Na Billboard Hot 100, a música debutou na posição #92 durante a semana de 4 de junho de 2011, e alcançou a 14ª posição em 2 de julho de 2011. Também entrou na tabela Hot Dance Club Songs na quarta posição. A composição foi certificada como disco de ouro pela Recording Industry Association of America (RIAA), por vendas de mais de 500 mil cópias. A setembro de 2011, a canção vendeu mais de 1 milhão de cópias no território estadunidense. No Canadá, o single teve sua estreia no número #24 da Canadian Hot 100 na semana de 11 de junho de 2011, e teve pico na oitava posição em 23 de julho. Foi certificada como disco de ouro pela Music Canada por vendas ultrapassando 40 mil cópias digitais.
Na Austrália, a obra estreou na trigésima quarta posição da Australian Singles Chart em 29 de maio de 2011, servindo como o maior single debutante daquela semana. Mais tarde, teve pico na quinta posição por duas semanas consecutivas. O número também teve pico na segunda colocação da Australian Urban Singles Chart. A canção foi certificada cinco vezes como disco de platina, por vendas de 350 mil cópias. Na New Zealand Singles Chart, da Nova Zelândia, a composição debutou no número #33 em 30 de maio de 2011, e mais tarde teve pico na 17ª posição em 27 de junho de 2011, e ficou por doze semanas na tabela. "Don't Wanna Go Home" também alcançou as dez melhores posições na Austrian Singles Chart e Irish Singles Chart, as duas na oitava colocação. No Reino Unido, a música estreou no topo da UK Singles Chart, vendendo setenta e seis mil e quinhentas e oitenta e um em sua primeira semana, e se tornando o segundo single consecutivo de Derülo a alcançar a primeira posição naquela parada, antecedido por "In My Head" (2010).
| Tabela (2011)                              | Melhor posição |
| ------------------------------------------ | -------------- |
| Austrália (Australian Singles Chart)       | 5              |
| Austrália (Australian Urban Singles Chart) | 2              |
| Áustria (Austrian Singles Chart)           | 8              |
| Bélgica (Belgian Singles Chart) (Flandres) | 39             |
| Bélgica (Belgian Singles Charts) (Valônia) | 36             |
| Canadá (Canadian Hot 100)                  | 8              |
| Chéquia (Czech Airplay Chart)              | 43             |
| Dinamarca (Danish Singles Chart)           | 12             |
| França (French Singles Chart)              | 23             |
| Alemanha (German Singles Chart)            | 11             |
| Hungria (Hungarian Airplay Chart)          | 6              |
| Irlanda (Irish Singles Chart)              | 8              |
| Israel (Israeli Airplay Chart)             | 2              |
| Países Baixos (Netherlands Single Top 100) | 12             |
| Nova Zelândia (New Zealand Singles Chart)  | 17             |
| Escócia (Scottish Singles Chart)           | 1              |
| Eslováquia (Slovak Airplay Chart)          | 13             |
| Espanha (Spanish Singles Chart)            | 17             |
| Suécia (Swedwish Singles Chart)            | 37             |
| Suíça (Swiss Singles Chart)                | 18             |
| Reino Unido (UK R&B Singles Chart)         | 1              |
| Reino Unido (UK Singles Chart)             | 1              |
| Estados Unidos (Billboard Hot 100)         | 14             |
| Estados Unidos (Adult Pop Songs)           | 37             |
| Estados Unidos (Hot Dance Club Songs)      | 4              |
| Estados Unidos (Pop Songs)                 | 10             |

| País                  | Certificações |
| --------------------- | ------------- |
| Austrália (ARIA)      | 5x Platina    |
| Canadá (Music Canada) | Platina       |
| Alemanha (BMVI)       | Ouro          |
| Estados Unidos (RIAA) | Ouro          |

| Tabela (2011)                         | Classificação |
| ------------------------------------- | ------------- |
| Austrália (Australian Singles Chart)  | 34            |
| Áustria (Austrian Singles Chart)      | 52            |
| Canadá (Canadian Hot 100)             | 53            |
| Alemanha (German Singles Chart)       | 52            |
| Suíça (Swiss Singles Chart)           | 69            |
| Estados Unidos (Billboard Hot 100)    | 87            |
| Estados Unidos (Hot Dance Club Songs) | 50            |